# Dhani Harrison
Dhani Harrison (ur. 1 sierpnia 1978 w Windsorze) – brytyjski muzyk. Syn gitarzysty zespołu The Beatles, George’a Harrisona i jego drugiej żony, Meksykanki, Olivii Trinidad Arias.

## Życiorys
Jego imię pochodzi od nazwy dwóch nut w indyjskiej skali muzycznej – dha i ni. Imię to oznacza w języku hindi bogaty. W 2006, wraz z Oliverem Hecksem założył zespół muzyczny thenewno2, w którym gra na gitarze i syntezatorze, a także jest wokalistą.

### Dzieciństwo i edukacja
Dhani przyszedł na świat w Windsorze, 1 sierpnia 1978 roku. Miesiąc później (2 września) jego rodzice, George Harrison i Olivia Trinidad Arias pobrali się. Chłopiec dorastał w miejscowości Henley-on-Thames, położonej w hrabstwie Oxfordshire. Kiedy miał sześć lat, „wujek Ringo” udzielił mu pierwszej lekcji gry na perkusji. Dhani tak wystraszył się hałasu bębnów, że uciekł z pokoju.
Pierwszą szkołą do jakiej chodził była miejscowa Badgemore Primary. Potem uczęszczał do Dolphin School i Shiplake College. Studia ukończył na ekskluzywnej amerykańskiej uczelni, Uniwersytecie Browna. Studiował tam fizykę i wzornictwo przemysłowe.

### Kariera muzyczna
Dhani, podobnie jak jego ojciec, jest przede wszystkim gitarzystą, choć potrafi grać na innych instrumentach, takich jak perkusja, syntezator, pianino, organy, czy ukulele. Po śmierci swojego ojca, Dhani wraz z Jeffem Lynne brał udział w kończeniu prac nad jego ostatnią płytą Brainwashed. Dokładnie rok po śmierci George’a (29 listopada 2001), Dhani wziął udział w przedsięwzięciu muzycznym zwanym Concert for George – koncercie zorganizowanym przez Erica Claptona, dla uczczenia pamięci zmarłego muzyka. Poza Dhanim i Erikiem w koncercie wzięli udział tacy muzycy jak Paul McCartney, Ringo Starr, Billy Preston, Jeff Lynne, Julian Lennon, Tom Petty, czy Ravi Shankar. Przez większość czasu trwania koncertu, Dhani grał na gitarze rytmicznej.
Poza solową karierą muzyczną, Dhani jest członkiem grupy thenewno2. Zespół pracował nad wydaniem płyty od kwietnia 2006 roku. 28 sierpnia 2006 ukazał się promocyjny minialbum, zatytułowany EP001, na którym zawarto cztery utwory. Poza Dhanim, który gra na gitarze i jest wokalistą, członkiem zespołu jest także perkusista Oliver Hecks. Dhani i Oliver współpracowali już ze sobą przy tworzeniu okładek płyt George’a Harrisona – Brainwashed i The Dark Horse Years Box Set 1976-1992. W lutym 2007 EP001 został także udostępniony w internetowym sklepie muzycznym iTunes.